# هرمان شوایکرت
هرمان شوایکرت (انگلیسی: Hermann Schweickert; ۱۴ نوامبر ۱۸۸۵ – ۲۴ اوت ۱۹۶۲) بازیکن فوتبال اهل آلمان بود.
وی همچنین در تیم ملی فوتبال آلمان بازی کرده‌است.